# Le Parc des merveilles
Pour plus de détails, voir Fiche technique et Distribution.
Le Parc des merveilles (Wonder Park) est un film d'animation hispano-américain réalisé par Dylan Brown, sorti en 2019.

## Synopsis
June Bailey, une fille à l'imagination débordante, et sa mère racontent l'histoire de Wonderland, un parc d'attractions magique dirigé par un groupe d'animaux : Boomer, un gros ours bleu qui accueille les invités ; Greta, un sanglier ; Gus et Cooper, des castors frères ; Steve, un porc-épic responsable de la sécurité du parc et amoureux de Greta ; et Peanut, le chef du parc ainsi qu’un chimpanzé qui a la capacité de créer des manèges en écoutant la voix de la mère de June.
Au fil du temps, Mme Bailey commence à tomber malade et est envoyée en convalescence. June commence à s'aliéner du pays des merveilles et brûle les plans du parc par frustration. Quelque temps plus tard, M. Bailey envoie June au camp de mathématiques, après avoir mal interprété une note de son père comme un appel à l'aide, elle utilise son ami Banky pour créer une distraction dans le bus afin de s'échapper et de rentrer chez elle, mais elle trouve un bas pays des merveilles dans les bois.
Le parc est alors pris d'assaut par un nuage de ténèbres ; June et les animaux tentent de réparer le mécanisme du parc mais sont attaqués par les Chimpancinglés, les anciens jouets en peluche du parc. Dans le chaos, June se sépare des animaux et se retrouve dans une chambre flottante appelée Zero-G Land.
June découvre que Peanut se cache des ténèbres et avoue s’être senti perdu après avoir cessé d’entendre la voix dans sa tête, ce qui conduit June à se rendre compte que les ténèbres ont été créées par elle-même à la suite du cynisme suscité par la maladie de sa mère, les Chimpancinglés se quittent le parc en capturant Peanut comme prisonnier, mais June parvient à s'échapper.
June retourne chez les animaux pour leur dire qu'elle a retrouvé Peanut, mais avoue également qu'elle est responsable de l'obscurité. Se sentant contrariés par cette révélation, ils l'abandonnent. Après avoir remarqué le morceau du plan et s'être rendu compte qu'elle a pu créer elle-même les idées pour le parc, June réussit à réparer l'une des attractions permettant de rattraper les animaux et de rejoindre les mécaniciens du parc. Elle explique également pourquoi elle a créé l'obscurité et, voyant qu'elle veut vraiment aider, les animaux reforment l'équipe pour sauver Peanut et Wonderland.
Le gang découvre que les Chimpancinglés ont décidé que Peanut serait aspiré par les ténèbres. Les animaux ripostent pendant que June se précipite pour sauver Peanut en sautant dans le vide. Elle lui promet qu'elle donnera la voix à son imagination et qu'il ne devrait pas laisser les ténèbres le prendre en charge, lui donnant ainsi l'idée de faire un toboggan en paille pliée pour s'évader. Alors que le gang et Peanut surfent pour éviter les Chimpancinglés, June remarque que la mécanique du parc porte son nom, écrit en cursif, tout comme le modèle. Avec l'aide de Peanut, ils retrouvent la mécanique en utilisant son nom pour faire avancer les engrenages et éclaircir Wonderland de l'obscurité. Un nuage demeure au-dessus du parc, ce que June interprète comme un rappel pour continuer à faire preuve d’imagination.
June rentre chez elle et avec elle, Mme Bailey guérie, et ils installent un pays des merveilles dans leur arrière-cour. June partage ensuite avec d’autres enfants l’histoire du pays des merveilles.

## Fiche technique
- Titre français et québécois : Le Parc des merveilles
- Titre original : Wonder Park
- Réalisation : Dylan Brown
- Scénario : Josh Appelbaum, André Nemec et Robert Gordon
- Décors : Fred Warter
- Animation : Pedro Daniel Garcia Pérez
- Photographie : Juan Garcia Gonzalez
- Montage : Edie Ichioka
- Musique : Steven Price
- Producteur : Josh Appelbaum, André Nemec et Kendra Halland
  - Producteur délégué : Karen Rosenfelt et Don Hahn
- Production : Paramount Animation, Nickelodeon Movies et Ilion Animation Studios
- Distribution : Paramount Pictures
- Budget : 90 000 000 $[1]
- Pays d'origine :  États-Unis et  Espagne
- Langue originale : anglais
- Genre : Animation
- Durée : 85 minutes
- Dates de sortie :
  - Indonésie et Philippines : 13 mars 2019
  - Canada et États-Unis : 15 mars 2019
  - Belgique : 20 mars 2019
  - France : 3 avril 2019

## Distribution

### Voix originales
- Brianna Denski : Cameron June Bailey
- Ken Hudson Campbell : Boomer
- Jennifer Garner : Mme Bailey, la mère de June
- Matthew Broderick : M. Bailey, le père de June
- Kenan Thompson : Gus
- Ken Jeong : Cooper
- Mila Kunis : Greta
- John Oliver : Steve
- Oev Michael Urbas : Banky
- Norbert Leo Butz : Peanut
- Kevin Chamberlin : oncle Tony
- Kate McGregor-Stewart : Tante Albertine
- Kath Soucie : Shannon
- Daran Norris : Principal Peters
- Sofia Mali : Cameron June Bailey, enfant

### Voix françaises
- Alice Orsat : Cameron June Bailey
- Marc Lavoine : Boomer
- Barbara Beretta : Mme Bailey, la mère de June
- Anatole de Bodinat : M. Bailey, le père de June
- Odah : Gus
- Dako : Cooper
- Victoria Grosbois : Greta
- Frédéric Longbois : Steve
- Timothé Vom Dorp : Banky
- Lionel Tua : Peanut
- Laurent Morteau : oncle Tony
- Marie Chevalot : Shannon
- Laurent Gamelon : Principal Peters

### Voix québécoises
- Sarah-Jeanne Labrosse : Cameron June Bailey
- Jacques Lavallée : Boomer
- Aline Pinsonneault : Mme Bailey, la mère de June
- Antoine Durand : M. Bailey, le père de June
- Nicolas Charbonneaux-Collombet : Gus
- Maël Davan-Soulas : Cooper
- Camille Cyr-Desmarais : Greta
- Daniel Picard : Steve
- Mathéo Savard-Piccinin : Banky
- François L'Écuyer : Peanut